# Anomis exacta
Anomis exacta là một loài bướm đêm trong họ Erebidae.